# بنجامين فرانكلين مايرز
بنجامين فرانكلين مايرز هو محامي وصحفي وسياسي أمريكي، ولد في 6 يوليو 1833، وتوفي في 11 أغسطس 1918. نشط حزبياً في الحزب الديمقراطي. وقد انتخب عضو مجلس النواب الأمريكي ‏.